# Stelletta brevis
Stelletta brevis är en svampdjursart som beskrevs av Jörn Hentschel 1909. Stelletta brevis ingår i släktet Stelletta och familjen Ancorinidae.
Artens utbredningsområde är havet kring Australien. Inga underarter finns listade i Catalogue of Life.